# Tanino condensado

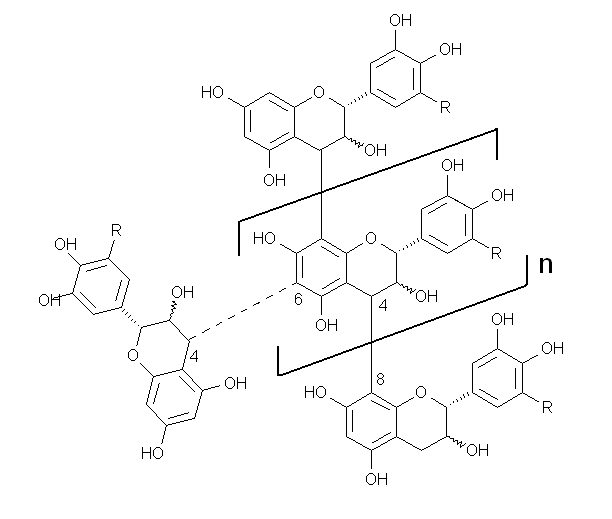
Representação esquemática de uma molécula de tanino condensado. Taninos condensados podem ser lineares (com 4→8 ligações) ou ramificados (com 4→6 ligações - linha pontilhada).

Tanino condensado (ou tanino poliflavonoide, tanino do tipo catecol, tanino do tipo pirocatecólico, tanino não hidrolizável ou flavolano) é a espécie de biopolímero formada pela condensação de  flavanos. Este tipo de biopolímero não contém resíduos de açúcares.